# Domiševina
Domiševina (cyr. Домишевина) – wieś w Serbii, w okręgu rasińskim, w gminie Brus. W 2011 roku liczyła 62 mieszkańców.